# Assemblée de la Polynésie française
Pour les articles homonymes, voir Assemblée territoriale.
XVIIIe législature
Siège de l'Assemblée de la
Polynésie française
L'Assemblée de la Polynésie française (en tahitien : Te âpooraa rahi o te fenua Māòhi Nui) est l'assemblée délibérante de la collectivité d'outre-mer de 
Polynésie française. Elle se compose de cinquante-sept représentants élus pour cinq ans. Elle siège à Papeete, capitale de la Polynésie française.
Depuis les élections de avril 2023, le groupe majoritaire est le Tavini huiraatira. Antony Géros est le président de l'Assemblée.

## Histoire
L'Assemblée législative de la Polynésie française trouve ses origines dans l’Assemblée législative tahitienne, créée en 1824 dans le cadre de la monarchie constitutionnelle des Pomaré mise en place à Tahiti avant le Protectorat français. Elle est composée de députés indigènes et a pour mission de discuter et de voter des lois touchant à la vie quotidienne,.
Les premières réunions se distinguent par leur sérieux et leur profondeur, avec des débats marqués par une réflexion morale et des préoccupations collectives. Cependant, avec le temps, l’intérêt des députés se recentre sur des questions pratiques et immédiates. Des propositions parfois insolites, comme la fixation par la loi du prix des oranges ou des étoffes, illustrent l’évolution de cette Assemblée, où l’inexpérience et des intérêts personnels influencent certains projets.
Au fil du temps, l’Assemblée se voit progressivement dessaisie de ses fonctions. Les députés eux-mêmes en viennent à déléguer des responsabilités importantes à la reine Pōmare IV et au gouverneur colonial, comme la fixation des impôts. Cette perte de pouvoir s’accompagne d’une diminution de la fréquence des convocations. En 1859, l’amiral Du Bouzet réduit déjà les sessions de l’Assemblée à un minimum, soulignant le peu d’intérêt des députés pour cette institution. Son successeur, Gaultier de La Richerie, va plus loin en cessant complètement de convoquer l’Assemblée après 1861. En 1866, cette institution est formellement dissoute.
En 1880, les institutions délibérantes de la Polynésie française réapparaissent sous forme d'un conseil colonial à la suite de la cession du royaume de Pomare V à la France. Composé de 12 membres élus pour un an, il représente majoritairement les citoyens notables de Tahiti et Moorea. En 1885, le conseil général lui succède, intégrant 18 membres élus pour six ans au suffrage universel restreint, mais demeure limité à des résidents francophones de Tahiti. Le gouverneur conserve un rôle dominant dans l'administration.
En 1903, le conseil d'administration prend la relève, comprenant principalement des fonctionnaires et quelques élus. Cependant, les revendications pour plus d’autonomie conduisent à la création des délégations économiques et financières en 1932, dotées d’un rôle consultatif. Après la Seconde Guerre mondiale, le statut évolue avec la création de l'Assemblée représentative en 1945, regroupant 20 membres élus au suffrage universel direct pour représenter tous les archipels. Elle devient en 1952 l'Assemblée territoriale, puis gagne en autonomie administrative avec la loi-cadre Defferre en 1956, augmentant son nombre de membres et ses compétences.
En 1984, le statut d’autonomie interne marque une étape clé. L’Assemblée, composée de 41 membres, obtient une compétence de droit commun et un contrôle renforcé sur ses décisions. Cette autonomie est élargie en 1996, et l’Assemblée est rebaptisée Assemblée de la Polynésie française. En 2004, une nouvelle loi organique instaure un scrutin permettant à 57 représentants de siéger, reflétant les évolutions politiques locales, notamment avec la première élection d'un président indépendantiste.

## Compétences
Selon l'article 102 de la loi organique no 2004-192 modifiée du 27 février 2004, relatif au statut d'autonomie de cette collectivité d'outre-mer « l'assemblée de la Polynésie française règle par ses délibérations les affaires de la Polynésie française. Les compétences de la collectivité relevant du domaine de la loi sont exercées par l'assemblée de la Polynésie française. Toutes les matières qui sont de la compétence de la Polynésie française relèvent de l'assemblée de la Polynésie française, à l'exception de celles qui sont attribuées par la présente loi organique au conseil des ministres ou au président de la Polynésie française. L'assemblée vote le budget et les comptes de la Polynésie française. Elle contrôle l'action du président et du gouvernement de la Polynésie française ».

## Élections
L'Assemblée de la Polynésie française est composée de cinquante-sept représentants élus pour cinq ans au suffrage universel direct (art. 104 de la loi organique). Le scrutin est proportionnel plurinominal de liste à un tour dans six circonscriptions électorales plurinominales en fonction de leur population. La répartition des sièges est effectuée parmi toutes les listes ayant obtenu un score au-delà du seuil électoral de 5 % des voix.
Les candidatures sont déposées sur des listes composées alternativement d’un homme et d’une femme et dans le cadre d'une circonscription électorale unique (détail plus loin) dans laquelle se répartissent les sièges comme suit :
- les Îles du Vent (37) ;
- les Îles Sous-le-Vent (8) ;
- les îles Australes (3) ;
- les îles Gambier et Tuamotu Est (3) ;
- l’archipel des Tuamotu Ouest (3) ;
- les îles Marquises (3).

Sont éligibles les personnes âgées de dix-huit ans révolus, inscrites sur une liste électorale en Polynésie française.
Les représentants élus peuvent se constituer en groupes politiques. Ils ont pour fonction d’examiner et de voter des projets présentés par le gouvernement ou préparés par leurs soins.
Ils sont également appelés à donner une résolution concernant certains projets de lois soumis par l’État. Ils votent le budget, se prononcent sur les comptes du Territoire (appelé fenua).
Le français est la seule langue officielle de l'assemblée de la Polynésie française - Te âpooraa rahi o te fenua Māòhi Nui.

### Circonscriptions électorales

Carte politique de la Polynésie française.

La Polynésie française forme une circonscription électorale unique, composée de huit sections. Chaque section dispose d'un minimum de représentation, fixé à trois sièges. Les sièges sont répartis de la manière suivante dans les sections ci-après désignées :
- 1° La première section des îles du Vent comprend les communes de : Ârue, Mooreà-Maiào, Papeete et Pīraè. Elle élit treize représentants ;
- 2° La deuxième section des îles du Vent comprend les communes de : Hitiaa O Te Rā, Māhina, Pāèa, Paparā, Taiarapu-Est, Taiarapu-Ouest et Teva I Uta. Elle élit treize représentants ;
- 3° La troisième section des îles du Vent  comprend les communes de : Faaâ et Punaauia. Elle élit onze représentants ;
- 4° La section des îles Sous-le-Vent comprend les communes de : Bora-Bora, Huahine, Maupiti, Tahaa, Taputapuātea, Tūmaraa et Ùturoa. Elle élit huit représentants;
- 5° La section de l'archipel des Tuamotu de l'Ouest  comprend les communes de : Arutua, Fakarava, Mānihi, Rangiroa et Takaroa. Elle élit trois représentants;
- 6° La section des îles Gambier et de l'archipel des Tuamotu de l'Est  comprend les communes de : Anaa, Fangatau, Gambier, Hao, Hikueru, Mākemo, Nāpuka, Nukutavake, Pukapuka, Reao, Tatakoto et Tūreia. Elle élit trois représentants ;
- 7° La section des îles Marquises comprend les communes de : Fatu-Hiva, Hiva-oa, Nuku-Hiva, Tahuata, Ua-Huka et Ua-pou. Elle élit trois représentants;
- 8° La section des îles Australes comprend les communes de : Raìvavae, Rapa, Rimatara, Rurutu et Tupuaì(Tubuai). Elle élit trois représentants.

### Organisation des élections

#### Mode de scrutin depuis 2011
Le mode de scrutin des élections territoriales en vigueur depuis 2011 est défini à l'article 105 de la loi organique no 2004-192 du 27 février 2004 portant statut d'autonomie de la Polynésie française, dans sa rédaction issue de l'article 2 de la loi organique no 2011-918 du 1er août 2011 relative au fonctionnement des institutions de la Polynésie française.
Les cinquante-sept représentants à l'assemblée de la Polynésie française sont  élus au scrutin proportionnel plurinominal de liste à deux tours, avec prime majoritaire. La Polynésie constitue une circonscription électorale unique dont les communes composent huit sous circonscriptions appelées sections, chacune dotée d'une prime majoritaire de un à quatre sièges selon leur population pour un total de dix-neuf sièges de prime.
Chaque liste présente jusqu'à soixante-treize candidats, deux de plus que de sièges, répartis dans les huit sections. Au premier tour, la liste ayant recueilli la majorité absolue des voix dans sa section se voit attribuer la prime majoritaire, puis les sièges restants sont répartis à la proportionnelle entre toutes les listes ayant franchi le seuil électoral de 5 % des voix selon la méthode de la plus forte moyenne, la première liste comprise. Si aucune liste n'obtient plus de 50 % des suffrages exprimés, il est procédé à un second tour entre toutes les listes ayant recueilli plus de 12,5 % des voix, celles ayant recueilli entre 5 % et 12,5 % pouvant fusionner avec les listes qui se sont maintenues. La liste arrivée en tête obtient alors la prime majoritaire, et les sièges restants sont répartis à la proportionnelle selon les mêmes conditions.
| Section                                               | Communes de la section                                                                              | Sièges à pourvoir | Dont prime majoritaire |
| ----------------------------------------------------- | --------------------------------------------------------------------------------------------------- | ----------------- | ---------------------- |
| 1re section des îles du Vent                          | Ârue, Mooreà-Maiào, Papeete, Pīraè                                                                  | 13                | 4                      |
| 2e section des îles du Vent                           | Hitiaa O Te Rā, Māhina, Pāèa, Paparā, Taiarapu-Est, Taiarapu-Ouest, Teva I Uta                      | 13                | 4                      |
| 3e section des îles du Vent                           | Faaâ, Punaauia                                                                                      | 11                | 4                      |
| Section des îles Sous-le-Vent                         | Bora-Bora, Huahine, Maupiti, Tahaa, Taputapuātea, Tūmaraa, Ùturoa                                   | 8                 | 3                      |
| Section des îles Tuamotu de l'Ouest                   | Arutua, Fakarava, Mānihi, Rangiroa, Takaroa                                                         | 3                 | 1                      |
| Section des îles Gambier et des îles Tuamotu de l'Est | Anaa, Fangatau, Gambier, Hao, Hikueru, Mākemo, Nāpuka, Nukutavake, Pukapuka, Reao, Tatakoto, Tūreia | 3                 | 1                      |
| Section des îles Marquises                            | Fatu-Hiva, Hiva-Oa, Nuku-Hiva, Tahuata, Ua-Huka, Ua-Pou                                             | 3                 | 1                      |
| Section des îles Australes                            | Raìvavae, Rapa, Rimatara, Rurutu, Tupuaì                                                            | 3                 | 1                      |

Cette attribution opérée, les autres sièges sont répartis au sein de chaque section à la représentation proportionnelle selon la règle de la plus forte moyenne entre les listes ayant obtenu au moins 5 % des suffrages exprimés sur l'ensemble de la circonscription, au prorata des voix obtenues par chaque liste dans la section.
Si aucune liste n'a recueilli la majorité absolue des suffrages exprimés au premier tour, il est procédé à un second tour le deuxième dimanche qui suit le premier tour. Seules peuvent se présenter au second tour les listes ayant obtenu au premier tour un nombre de suffrages au moins égal à 12,5 % du total des suffrages exprimés.
Les listes peuvent se voir rembourser une partie de leurs frais de campagne si elles atteignent le seuil de 3 % des suffrages exprimés au premier tour, pour peu qu'elles se soumettent à des exigences de transparence comptable et à la législation sur le format des documents de propagande à destination des électeurs.

#### Mode de scrutin avant 2011
Jusqu'en 2011, les 57 représentants de l'Assemblée de la Polynésie française étaient élus pour cinq ans au scrutin proportionnel plurinominal de liste à un tour dans six circonscriptions électorales plurinominales en fonction de leur population.  La répartition des sièges était effectuée parmi toutes les listes ayant dépassée le seuil électoral de 5 % des voix.
Les îles du Vent étaient représentées par trente sept élus. Les îles Sous-le-Vent en avaient huit, tandis que les îles Australes, les îles Gambier et Tuamotu Est, l'archipel des Tuamotu Ouest et les îles Marquises en avaient chacun trois.
Loi électorale (2007)
Article 105, modifié par la loi organique no 2007-223 du 21 février 2007, art. 8 (JORF 22 février 2007) :
- I. - L'élection des représentants à l'assemblée de la Polynésie française a lieu, dans chaque circonscription, au scrutin de liste à un tour sans adjonction ni suppression de noms et sans modification de l'ordre de présentation.

Les sièges sont répartis entre toutes les listes à la représentation proportionnelle suivant la règle de la plus forte moyenne.
Si plusieurs listes ont la même moyenne pour l'attribution du dernier siège, celui-ci est attribué à la liste qui a obtenu le plus grand nombre de suffrages. En cas d'égalité des suffrages, le siège est attribué au plus âgé des candidats susceptibles d'être proclamés élus.
- II. - Sont seules admises à la répartition des sièges les listes ayant obtenu au moins 5 % des suffrages exprimés.

Les sièges sont attribués aux candidats selon l'ordre de présentation sur chaque liste.
Nota : Loi organique no 2007-223 du 21 février 2007 art. 8 II : Le I entre en vigueur à compter du prochain renouvellement général de l'assemblée de la Polynésie française qui suit la promulgation de la présente loi organique.
Article 106. Chaque liste est composée alternativement d'un candidat de chaque sexe.
Chaque liste comporte un nombre de candidats égal au nombre de sièges à pourvoir, augmenté du même nombre que le nombre de sièges à pourvoir, dans la limite de dix.
Nul ne peut être candidat sur plus d'une liste.
L'ancien mode de scrutin était un scrutin de liste à un tour. La liste ayant recueilli la majorité des voix obtenait une prime conséquente, le tiers supplémentaire des sièges de l’assemblée. Seules les listes ayant recueilli 3 % des suffrages exprimés pouvaient participer à la répartition des sièges.
L’assemblée vote le budget et les comptes de la collectivité et contrôle l’action du président et du gouvernement. Elle règle les affaires de la Polynésie en adoptant des délibérations, mais aussi désormais des « lois du pays ». Celles-ci concernent les nouvelles compétences transférées à la Polynésie dans des domaines touchant au droit civil, au droit du travail et à la fiscalité, qui relèvent en principe du domaine de la loi. Elles sont contrôlées par le Conseil d'État.

## Organisation

### Les groupes politiques

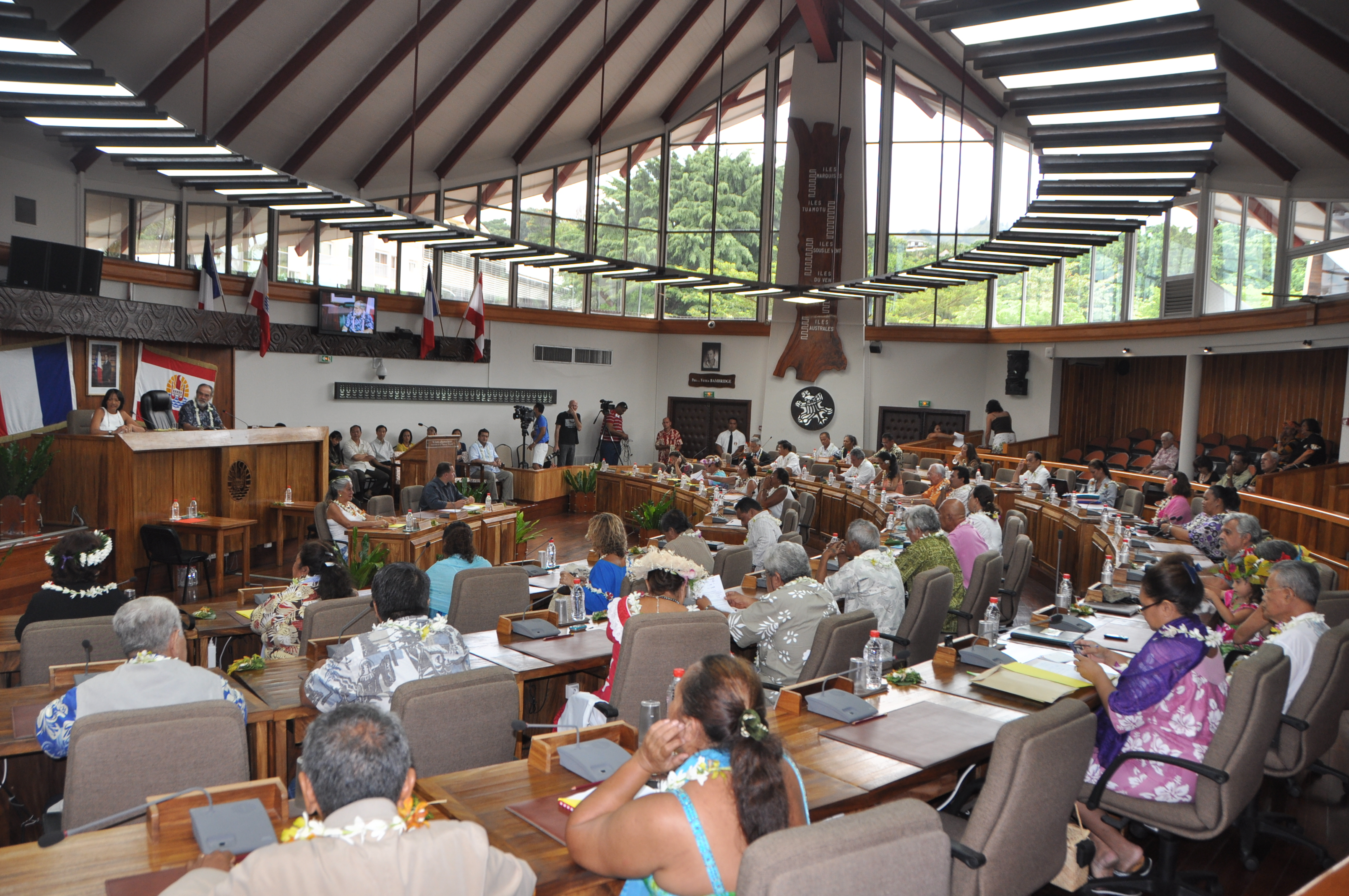
L'hémicycle

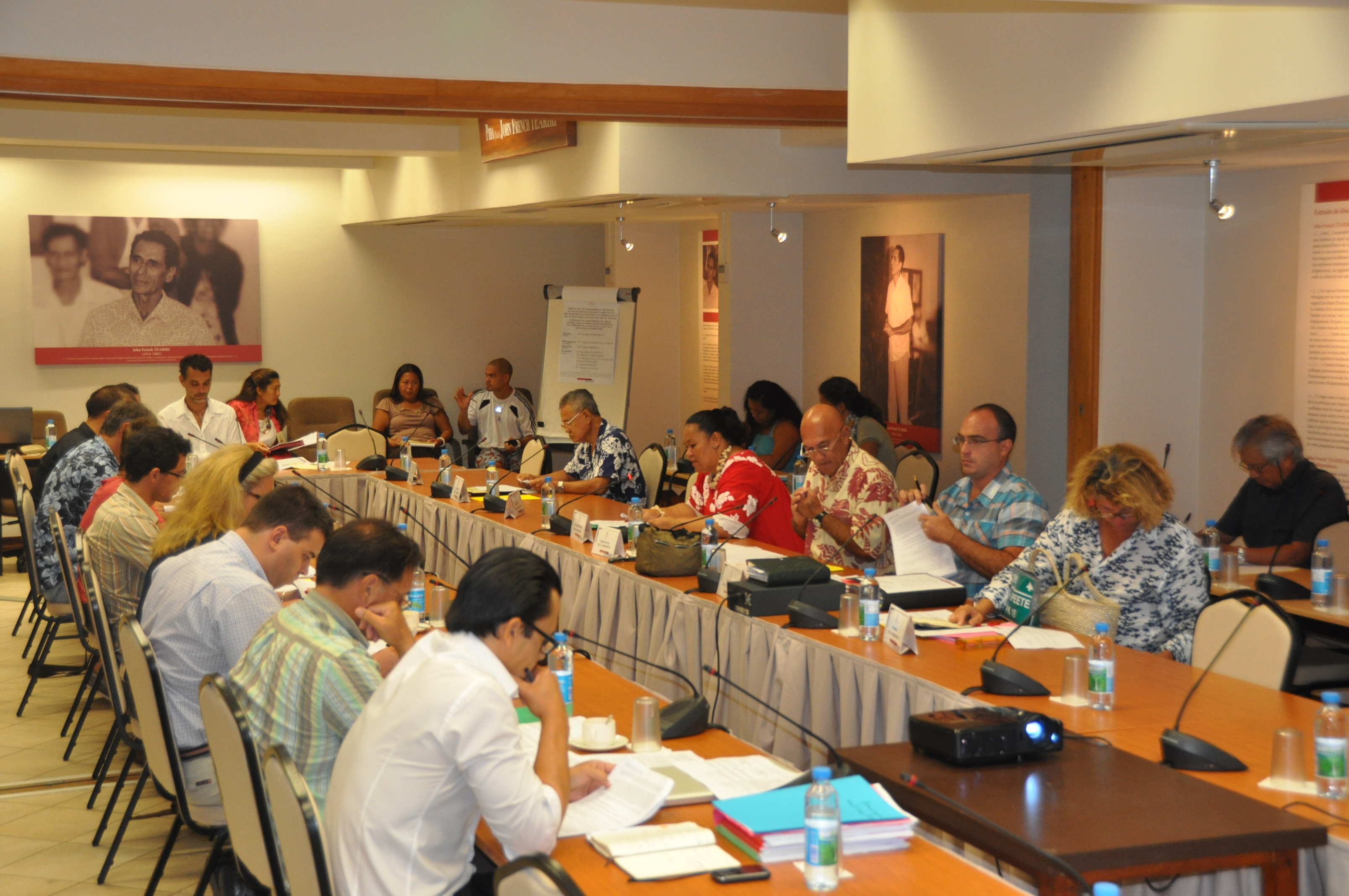
Les représentants en commission

#### De 2008 à 2013
À la suite des résultats des élections territoriales de janvier-février 2008, trois groupes ont pu être représentés à l'assemblée de la Polynésie française :
- Union pour la démocratie (UPLD) : 20 élus ;
- Tahoeraa huiraatira : 10 élus ;
- To tatou ai'a : 27 élus.

Le 26 février 2008, les élus du Tahoeraa et de l'UPLD fusionnent leur liste et forment un groupe commun, l'Union pour le développement, la stabilité et la paix (UDSP).
Seule une élue du Tahoeraa refuse d'intégrer l'UDSP et siège donc en tant que non-inscrite. L'UDSP compte alors 29 élus.
Le 8 avril 2008, 6 représentants des archipels démissionnent de la formation To tatou ai'a afin de constituer le groupe Te mana o te mau motu (« Le pouvoir des îles »). Ils sont néanmoins unanimes pour dire qu'ils restent solidaires de To tatou ai'a.
Le 14 avril 2008, 2 représentants (Justine Teura et Michel Yip) quittent l'UDSP et l'UPLD pour adhérer à Te mana o te mau motu, puis finalement à To tatou ai'a.
Le 11 février 2009, un nouveau groupe, baptisé Ia ora te fenua, est créé par six dissidents de To tatou ai'a qui s'allient avec l'UDSP : les trois élus Rautahi de Jean-Christophe Bouissou, les deux du Tiatau-Mouvement citoyen de Béatrice Vernaudon et Armelle Merceron. Le même jour, pour l'élection du nouveau président, Oscar Temaru reçoit 24 voix (les 18 UDLP, ainsi que les 6 Ia ora te fenua), Gaston Tong Sang 20 (soit 14 sur les 17 membres qui lui restaient et les 6 voix de Te mana o te mau motu), Édouard Fritch 12 (en plus des 9 bulletins du Tahoeraa, il obtient celle de trois de To tatou ai'a, à savoir les deux dissidents UPLD d'avril 2008 ainsi que l'élue de l'Ai'a Api Heifara Izal, compagne d'Émile Vernaudon) et une pour la seule non inscrite.
À la suite de ce scrutin, les groupes To tatou ai'a et Te mana o te mau motu passent dans l'opposition, et le groupe Tahoeraa huiraatira est recréé, tout en restant solidaire de l'UDSP et de la nouvelle majorité soutenant Oscar Temaru, avec les 12 élus ayant voté pour Édouard Fritch. Une autre membre de To tatou ai'a, Joëlle Frébault, rejoint à son tour Ia ora te fenua, mais ce groupe perd Armelle Merceron, nommée au gouvernement et remplacée à l'Assemblée par le suivant de la liste sur laquelle elle a été élue en 2008 et donc un membre du Tahoeraa dont le groupe est donc porté à 13.
Un nouveau retournement de situation a lieu lorsque, à la suite d'une série de tensions s'accumulant tout au long du mois de mars 2009 entre Gaston Flosse et Oscar Temaru, ce dernier se rapproche de Gaston Tong Sang et du To tatou ai'a à partir du 3 avril 2009. Rapidement, les 10 élus Tahoeraa huiraatira rejoignent l'opposition (les deux anciens dissidents UPLD d'avril 2008, Justine Teura et Michel Yip, décident quant à eux le 7 avril de quitter le groupe Tahoeraa pour rejoindre leur famille politique d'origine et rester dans la majorité). Toutefois, cinq des vingt élus de l'UPLD ne votent pas pour le candidat de la nouvelle majorité à la présidence de l'assemblée, Philip Schyle (de To tatou ai'a, il obtient 40 voix, soit 15 UPLD, les 13 de son propre groupe, les 6 de Te mana o te mau motu et les 6 Ia ora Te Fenua) : un absent, deux bulletins blancs et deux votent pour le président sortant et candidat du Tahoeraa huiraatira, Édouard Fritch.
Signe de l'instabilité persistante de la situation politique en Polynésie française, une nouvelle motion de censure contre le gouvernement d'Oscar Temaru, couplée à la candidature pour lui succéder de Gaston Tong Sang, est votée le 24 novembre 2009 par 29 voix sur 56 votants (l'absent étant Gaston Flosse, en détention provisoire au centre pénitentiaire de Nuutania), soit les 13 de To tatou ai'a, les 6 îliens de Te mana o te mau motu et 10 sur les 11 du Tahoeraa huiraatira. Le 30 novembre 2009, Te mana o te mau motu est forcé de se dissoudre dans To tatou ai'a à la suite des départs de Michel Yip (qui avait entretemps de nouveau quitté l'UDSP) et Benoît Kautai pour les non-inscrits. Le 11 décembre suivant, un nouveau groupe est créé, Te Natira'a, par trois non inscrits (dont Michel Yip et Benoît Kautai ainsi que l'ex-To tatou ai'a Sandra Lévy-Agami), deux élues îliennes de To tatou ai'a et un du Tahoeraa. Il s'inscrit dans la majorité soutenant Gaston Tong Sang.
Le 25 janvier 2010, Clarenntz Vernaudon démissionne de l'UDSP, et est suivi le 10 mars par Justine Teura : tous deux siègent comme non inscrits tout en soutenant désormais la majorité. Le 3 avril 2010, les deux élus du Fetia Api, Philip Schyle et Thilda Fuller, quittent To tatou ai'a pour siéger comme non-inscrits, protestant contre la volonté du groupe d'élire un nouveau président de l'assemblée. Lors de la nouvelle élection au perchoir le 9 avril suivant, un rapprochement a lieu entre To tatou ai'a et Ia ora Te Fenua autour d'une candidature commune (le président de Ia ora Te Fenua, Jean-Christophe Bouissou), tandis que le groupe Te Natira'a se divise : les deux anciens de To tatou ai'a qui l'avaient rejoint (Léonie Mataoa et Liliane Mairoto) soutiennent Jean-Christophe Bouissou avant de rejoindre leur groupe d'origine, et les quatre autres apportent leurs voix aux deux premiers tours à Gaston Flosse et s'inscrivent ensuite au groupe Tahoeraa. Les trois non-inscrits qui jusqu'ici faisaient partie de la majorité (Clarenntz Vernaudon, Justine Teura et Minarii Chantal Galenon) ont pourtant voté pour Oscar Temaru aux trois tours (sauf Minarii Chantal Galenon au deuxième tour, étant alors candidate et récoltant son seul bulletin) tandis qu'au troisième tour, Gaston Flosse appelle à voter « tout sauf Bouissou », soit Temaru ou le vote blanc. Clarenntz Vernaudon et Justine Teura rejoignent finalement le groupe d'Oscar Temaru qu'ils avaient quitté quelques mois plus tôt, et qui a repris le nom d'UPLD à la place d'UDSP.
La répartition s'établit à cette époque ainsi :
- Majorité : 32 élus sur 57 mais divisés entre :
  - alliance depuis 2009 au gouvernement mais pas pour l'élection du président de l'assemblée : 26 élus sur 57 :
    - To tatou ai'a : 14 élus ;
    - Tahoeraa huiraatira : 12 élus ;

  - ont soutenu un candidat commun avec le To tatou ai'a mais sans le Tahoeraa aux élections du président de l'assemblée : 20 élus sur 57 :
    - Ia ora Te Fenua : 6 élus ;
- Opposition : 25 élus sur 57 (contre le gouvernement) ou 37 élus anti-Bouissou à l'élection du président de l'assemblée :
  - pro-Temaru : 23 élus sur 57 :
    - UDSP (uniquement l'UPLD désormais) : 22 élus ;
    - non inscrite : 1 élue ;

  - anti-Temaru, anti-Bouissou (Fetia Api) : 2 élus non inscrits.

Les changements politiques persistent par la suite : 
- le groupe Te mana o te mau motu, peut se reformer une fois de plus le 27 janvier 2011, grâce au regroupement des 5 îliens qui avaient été forcés de rejoindre en 2009 To tatou ai'a (qui est réduit ainsi à 9 membres), et Benoît Kautai, apparenté au Tahoeraa (qui ne dispose donc plus à la suite de cela que de 11 élus) depuis 2010, qui revient ainsi dans sa famille d'origine après un an et demi de dissidence. Le groupe affirme toutefois ne pas vouloir voter de motion de censure contre le gouvernement Tong Sang[15].
- Michel Yip, apparenté Tahoeraa depuis 2010, est déclaré démissionnaire d'office le 29 janvier 2011 par le Conseil d'État au vu de l’incompatibilité entre ses activités dans le milieu de la perle et sa participation au vote d’une loi du Pays suspendant la taxation des perles exportées, et est remplacé à l'assemblée par sa suivante de liste de 2008, Thérèse Tane, qui rejoint le groupe UPLD (qui passe alors à 23 membres, tandis que le parti de Gaston Flosse passe à 10 élus)[16].
- Sandra Lévy-Agami, également apparentée Tahoeraa depuis 2010, en désaccord sur le vote du budget, quitte ce groupe (désormais réduit à 9 membres) le 11 février 2011 pour retourner parmi les non-inscrits (dont le nombre est ainsi porté à quatre, avec Chantal Galenon et les deux du Fetia Api)[17].

Une nouvelle motion de censure est déposée par l'UPLD le 24 mars 2011, avec Oscar Temaru comme candidat à la présidence de la Polynésie française. Elle est adoptée le 1er avril suivant par 29 voix sur 57, soit exactement la majorité absolue : les 23 de l'UPLD, 5 sur 6 du Te mana o te mau motu (Eleanor Parker, « prêtée » par To tatou ai'a dans un premier temps pour maintenir l'existence de Te mana o te mau motu et qui s'est depuis attachée à ce groupe lorsqu'il a été reformé en janvier 2011, s'est abstenue) et la non inscrite Chantal Galenon, en l'absence des trois groupes qui formaient la majorité sortante et désormais dans l'opposition (To tatou ai'a, Tahoeraa et Ia Ora Te Fenua) et des deux élus du Fetia Api (Philip Schyle et Thilda Fuller). Le 14 avril, le candidat officiel de l'UPLD est élu dès le premier tour avec 29 voix sur 47 votants, soit 22 des membres de son groupe et cette fois la totalité des 6 élus de Te mana o te mau motu ainsi que Chantal Galenon, et malgré la candidature surprise face à lui d'un des membres de sa formation (qui reste toutefois par la suite membre du groupe et de la majorité), Georges Henderson, soutenu par 3 élus du Tahoeraa. Gaston Flosse, également candidat, a pour sa part obtenu 11 voix (5 sur 9 de son parti, et les 6 de Ia Ora Te Fenua qui, après avoir hésité à présenter Jean-Christophe Bouissou, a décidé de soutenir une candidature unique des autonomistes), tandis que 3 ont voté blancs (les non inscrits du Fetia Api et Sandra Levy-Agami) et 10 se sont abstenus (les 9 de To tatou ai'a et Heifara Izal, apparentée Tahoeraa). Avec la nomination de membre de l'assemblée au nouveau gouvernement et leur remplacement par leur suivant de liste de 2008, le groupe UPLD perd officiellement un membre : en effet, Sabrina Levy Birk, qui avait quitté en septembre 2010 le Tavini huiraatira et après avoir un temps envisagé de renoncer à son mandat de représentante, décide finalement de siéger comme non inscrite mais en soutenant la majorité. De même, le retour à l'assemblée des membres du précédent exécutif, comme Gaston Tong Sang, provoque alors le départ de Thilda Fuller et redonne donc 10 membres au groupe To tatou ai'a.
Par la suite, quelques modifications ont lieu au sein de la nouvelle opposition : Heifara Izal est exclue le 18 août 2011 du groupe du Tahoeraa pour avoir voté pour la demande de réinscription de la Polynésie française sur la liste des territoires non autonomes selon l'ONU (projet phare d'Oscar Temaru depuis son retour à la présidence), et siège désormais comme non inscrite proche de la majorité. Puis, après les élections législatives de 2012, Tearii Alpha, candidat malheureux dans la 2e circonscription éliminé dès le premier tour et ayant appelé à voter pour le Tahoeraa Jonas Tahuaitu au 2e tour contre l'avis de son parti, quitte le 21 juin 2012 To tatou ai'a pour le « parti orange ».
L'approche des élections à l'Assemblée de la Polynésie française d'avril 2013 provoque de nouveaux bouleversements : deux non inscrites de la majorité rejoignent le groupe UPLD, Heifara Izal le 5 février 2013 (avec le retour de son parti, l’Ai'a Api, dans la coalition électorale UPLD) et Minarii Chantal Galenon le 12 février 2013 ; au début du mois de février 2013, le groupe Ia Ora Te Fenua disparaît : les 3 élus du Rautahi de Jean-Christophe Bouissou rejoignent le Tahoeraa au même titre que le transfuge du groupe To tatou ai'a et unique représentant du Taatira no te hau Robert Tanseau et que la jusque-là non inscrite Sandra Lévy Agami du Te mana toa ; le groupe To tatou ai'a disparaît lui aussi pour laisser la place au groupe A Ti'a Porinetia, du nom d'un nouveau parti créé le 31 janvier 2013 par l'ancien ministre Tahoeraa et candidat sous les couleurs du petit mouvement autonomiste O'Hiva aux élections législatives de 2012 Teva Rohfritsch, ce nouveau mouvement fusionne To tatou ai'a de Gaston Tong Sang, le Tiatau de Béatrice Vernaudon-Coppenrath, le Fetia Api de Philip Schyle et plusieurs autres personnalités de divers droite. Un des élus du Tahoeraa huiraatira, René Kohumoetini, démissionne du groupe et du parti au début du mois de mars 2013 pour avoir été écarté de la liste de ce mouvement dans les îles Marquises pour les prochaines territoriales. 
À la veille du premier tour des élections territoriales du 21 avril 2013, la composition de l'Assemblée de la Polynésie française - Te âpooraa rahi o te fenua Māòhi, s'établit ainsi :
- Majorité : 31 élus sur 57 :
  - UPLD : 24 élus (dont 1 s'étant présenté contre Jacqui Drollet à la présidence de l'Assemblée) :
    - Sabrina Levy Birk (ex-Tavini)
    - Tamara Bopp Du Pont (Tavini)
    - Valentina Cross (Tavini)
    - Jacqui Drollet (Ia mana te nunaa)
    - Minarii Chantal Galenon (ex-Tahoeraa)
    - Georges Handerson (Here ai'a)
    - Unutea Hirshon (Tavini)
    - Heifara Izal (Ai'a Api)
    - Patricia Jennings-Tetuanui (ex-Fetia Api)
    - Victor Maamaatuaiahutapu (président du groupe, Tavini)
    - Myron Mataoa (Tavini)
    - Juliana Mati (Tavini)
    - Maryse Ollivier (Tavini)
    - Annick Oopa-Afo (Tavini)
    - Jean-Marius Raapoto (Tavini)
    - Fernand Roomataaroa (ex-Ai'a Api)
    - Françoise Tama (Tavini)
    - Thérèse Teroro Tane (Tavini)
    - Hirohiti Tefaarere (A Rohi)
    - Ruben Teremate (Tavini)
    - Justine Teura (Tavini)
    - Ismaël Tuahu (Tavini)
    - Catherine Tuiho-Buillard (Tavini)
    - Damas Utia (Tavini)

  - Te mana o te mau motu : 6 élus (dont 1 n'ayant pas voté pour la motion de censure contre le gouvernement Tong Sang, et 1 n'ayant pas voté pour la réinscription sur la liste des territoires non autonomes selon l'ONU) :
    - Joëlle Frébault (Te Henua Enata a Tu)
    - Benoît Kautai (Te Henua Enata a Tu)
    - Teina Maraeura (président du groupe, Te niu hau manahune)
    - Liliane Mariteragi-Mairoto (ex-To tatou ai'a)
    - Léonie Mataoa (Te niu hau manahune)
    - Eleanor Parker (ex-To tatou ai'a)

  - non inscrits : 1 élu : 
    - Clarenntz Vernaudon (Te Aho Api)
- Opposition : 26 élus sur 57 :
  - A Ti'a Porinetia : 12 élus :
    - Rosine Brodien (To tatou ai'a)
    - Daphné Chavey (To tatou ai'a)
    - Marcelin Lisan (To tatou ai'a)
    - Emma Maraea (To tatou ai'a)
    - Armelle Merceron (ex-Tahoeraa, ex-Ia Ora Te Fenua)
    - Teikinui Porlier (Tiatau, ex-Ia Ora Te Fenua)
    - Philip Schyle (Fetia Api)
    - At Chong Tchoun You Thung Hee (To tatou ai'a)
    - Mita Teriipaia (To tatou ai'a)
    - Sylviane Terooatea (To tatou ai'a)
    - Gaston Tong Sang (président du groupe, To tatou ai'a)
    - Béatrice Vernaudon-Coppenrath (Tiatau, ex-Ia Ora Te Fenua)

  - Tahoeraa huiraatira : 13 élus : 
    - Emma Algan (Rautahi, ex-Ia Ora Te Fenua)
    - Tearii Alpha (Tahoeraa, ex-To tatou ai'a)
    - Jean-Christophe Bouissou (Rautahi, ex-Ia Ora Te Fenua)
    - Gaston Flosse (Tahoeraa)
    - Édouard Fritch (président du groupe, Tahoeraa)
    - Teura Iriti (Tahoeraa)
    - Sandra Lévy Agami (Te mana toa)
    - Monique Richeton (Tahoeraa)
    - Frédéric Riveta (Tahoeraa)
    - Maina Sage (Rautahi, ex-Ia Ora Te Fenua)
    - Robert Tanseau (Taatira no te hau, ex-To tatou ai'a)
    - René Temeharo (Tahoeraa)
    - Lana Tetuanui (Tahoeraa)

  - non inscrit : 1 élu : 
    - René Kohumoetini (ex-Tahoeraa)

#### De 2013 à 2018

##### Composition initiale
À la suite des élections territoriales  du 21 avril 2013 et la constitution du gouvernement de la Polynésie française sous la présidence de Gaston Flosse le 17 mai 2013, la composition de l'assemblée de la Polynésie française - Te âpooraa rahi o te fenua Māòhi Nui, s'établit donc ainsi :
Tahoeraa huiraatira (majorité présidentielle), 38 élus :
- Joseph Ah-Scha
- Patricia Amaru
- Dylma Aro
- Jean-Christophe Bouissou
- Virginie Bruant
- Michel Buillard
- Félix Faatau
- Henri Flohr
- Charles Fong Loi
- Édouard Fritch, président de l'Assemblée
- Jacquie Graffe
- Noela Greig
- Teura Iriti, présidente du groupe
- Rudolph Jordan
- Sandra Lévy-Agami
- Béatrix Lucas
- Juliette Matehau-Nuupure
- Vaiata Perry-Friedman
- Sylvana Puhetini
- Jacques Raioha
- Monique Richeton
- Frédéric Riveta
- Isabelle Sachet
- Maina Sage
- Loïs Salmon-Amaru
- Nicole Sanquer
- Puta'i Taae
- Jeanine Tata
- Teapehu Teahe
- Jean Temauri
- René Temeharo
- Moehau Teriitahi
- Lana Tetuanui
- John Toromona
- Sandrine Turquem
- Gilda Vaiho-Faatoa
- Élise Vanaa
- Yolande Viriamu

UPLD (opposition), 11 élus :
- Valentina Cross (Tavini)
- Jacqui Drollet (Ia mana te nunaa)
- Chantal Flores-Tahiata (Tavini)
- Joëlle Frébault (Te henua enata a tu)
- Minarii Chantal Galenon (Tavini, ex-Tahoeraa)
- Antony Géros (Tavini), président du groupe
- Victor Maamaatuaiahutapu (Tavini)
- Oscar Temaru (Tavini)
- Justine Teura (Tavini)
- Eliane Tevahitua (Tavini)
- Richard Tuheiava (Tavini)

A Ti'a Porinetia (opposition), 8 élus :
- Nicole Bouteau
- Emma Maraea
- Armelle Merceron
- Antonio Perez
- Teva Rohfritsch, président du groupe
- Philip Schyle
- Teura Tarahu-Atuahiva
- Gaston Tong Sang

##### Composition finale
La composition de l'Assemblée de la Polynésie française a été profondément modifiée, à la suite du remplacement de Gaston Flosse par Édouard Fritch à la présidence de la Polynésie française le 12 septembre 2014, puis à la suite d'un conflit de plus en plus violent de ces deux hommes qui entraîne une scission du groupe du Tahoeraa huiraatira le 7 mai 2015 et un remaniement du gouvernement le 27 mai 2015 pour inclure A Ti'a Porinetia dans la majorité pro-Fritch. Celle-ci reste toutefois relative, jusqu'à ce que de nouveaux ralliements issus du Tahoeraa huiraatira et d'un seul venant de l'UPLD (celui de Joëlle Frébault) permettent d'atteindre la majorité absolue, réunie dans un groupe commun le 10 décembre 2015, baptisé Rassemblement pour une majorité autonomiste (RMA). Ce groupe est à l'origine ensuite de la naissance, le 20 février 2016, d'un nouveau grand parti autonomiste par la fusion des dissidents pro-Fritch, d’A Ti'a Porinetia, de Joëlle Frébault et de 36 des 48 maires de Polynésie française, baptisé Tapura huiraatira. À la suite de cette recomposition, au 12 septembre 2017, l'Assemblée de la Polynésie française est ainsi constituée :
Rassemblement pour une majorité autonomiste (majorité présidentielle) (23 dissidents du Tahoeraa huiraatira, 8 ex-A Ti'a Porinetia et 1 élue avec l'UPLD, majorité pro-Fritch), 32 élus :
- Patricia Amaru (ex-Tahoeraa depuis le 7 septembre 2017)
- Joseph Ah-Scha (ex-Tahoeraa)
- Dylma Aro (ex-Tahoeraa), 1re questeur de l'Assemblée
- Nicole Bouteau (ex-ATP)
- Virginie Bruant (ex-Tahoeraa), 2e questeur de l'Assemblée
- Michel Buillard (ex-Tahoeraa)
- Félix Faatau (ex-Tahoeraa)
- Henri Flohr (ex-Tahoeraa)
- Charles Fong Loi (ex-Tahoeraa)
- Joëlle Frébault (Te Henua Enata a Tu, ex-UPLD)
- Jacquie Graffe (ex-Tahoeraa)
- Béatrix Lucas (ex-Tahoeraa)
- Emma Maraea (ex-ATP)
- Armelle Merceron (ex-ATP), 2e secrétaire de l'Assemblée
- Antonio Perez (ex-ATP)
- Rudolph Jordan (ex-Tahoeraa rallié le 21 août 2016)
- Sylvana Puhetini (ex-Tahoeraa), présidente du groupe
- Jacques Raioha (ex-Tahoeraa rallié le 23 mars 2016[30])
- Frédéric Riveta (ex-Tahoeraa, ancien membre du gouvernement du 16 septembre 2014 au 7 octobre 2015, a démissionné de l'exécutif et est revenu dans les rangs de l'Assemblée pour renforcer la majorité pro-Fritch, son suivant de liste qui le remplaçait étant un pro-Flosse)
- Isabelle Sachet (ex-Tahoeraa ralliée le 1er décembre 2015[31])
- Maina Sage (ex-Tahoeraa, députée UDI, en remplacement du 17 mai 2013 au 5 septembre 2014 et depuis le 16 septembre 2014 de Nuihau Laurey, nommé au gouvernement)
- Philip Schyle (ex-ATP)
- Puta'i Taae (ex-Tahoeraa, en remplacement du 17 mai 2013 au 5 septembre 2014 et depuis le 16 septembre 2014 de Tearii Alpha, nommé au gouvernement)
- Teura Tarahu-Atuahiva (ex-ATP)
- Jeanine Tata (ex-Tahoeraa)
- Teapehu Teahe (ex-Tahoeraa)
- René Temeharo (ex-Tahoeraa, ancien membre du gouvernement du 16 septembre 2014 au 7 octobre 2015, a démissionné de l'exécutif et est revenu dans les rangs de l'Assemblée pour renforcer la majorité pro-Fritch, son suivant de liste qui le remplaçait étant un pro-Flosse)
- Moehau Teriitahi (ex-Tahoeraa)
- Lana Tetuanui (ex-Tahoeraa), sénatrice UDI depuis 2015, 1re vice-présidente de l'Assemblée
- Gaston Tong Sang (ancien président du groupe ATP), vice-président du groupe
- John Toromona (ex-Tahoeraa)
- Ronald Tumahai (ex-Tahoeraa, en remplacement depuis le 27 mai 2015 de Teva Rohfritsch, nommé au gouvernement)

Tahoeraa huiraatira (opposition pro-Flosse), 15 élus :
- Teura Iriti, présidente du groupe
- Michel Leboucher (en remplacement depuis le 16 septembre 2014 de Jean-Christophe Bouissou, nommé au gouvernement)
- Sandra Lévy-Agami
- Juliette Matehau-Nuupure (en remplacement du 17 mai 2013 au 5 septembre 2014 de Marcel Tuihani et depuis le 16 septembre 2014 de Nicole Sanquer, nommés successivement au gouvernement)
- Thomas Moutame (ministre du 17 mai 2013 au 5 septembre 2014)
- Vaiata Perry-Friedman, 2e vice-présidente de l'Assemblée
- Monique Richeton, 3e vice-présidente de l'Assemblée
- Loïs Salmon-Amaru, vice-présidente du groupe, 1re secrétaire de l'Assemblée
- Jean Temauri
- Alice Tinorua (en remplacement le 15 septembre 2014 d'Édouard Fritch, élu président de la Polynésie française)
- Marcel Tuihani (DVD ex-Tahoeraa à partir du 6 juin 2017, président de l'Assemblée, ministre du 17 mai 2013 au 5 septembre 2014)
- Sandrine Turquem
- Gilda Vaiho-Faatoa (DVD ex-Tahoeraa à partir du 4 septembre 2017)
- Élise Vanaa
- Yolande Viriamu

UPLD (opposition indépendantiste) : 10 élus :
- Valentina Cross (Tavini)
- Jacqui Drollet (Ia mana te nunaa, vice-président du groupe
- Chantal Flores-Tahiata (Tavini)
- Minarii Chantal Galenon (Tavini, ex-Tahoeraa), 3e secrétaire de l'Assemblée
- Antony Géros (Tavini), président du groupe
- Victor Maamaatuaiahutapu (Tavini), 3e questeur de l'Assemblée
- Oscar Temaru (Tavini)
- Justine Teura (Tavini)
- Eliane Tevahitua (Tavini)
- Richard Tuheiava (Tavini)

#### Depuis 2018
À la suite des élections « territoriales » des 22 avril et 6 mai 2018, la composition de l'assemblée de la Polynésie française - Te âpooraa rahi o te fenua Māòhi, s'établit donc ainsi :
Tapura huiraatira (Majorité présidentielle), 40 élus :
- Tearii Alpha
- Patricia Amaru
- Dylma Aro
- Jean-Christophe Bouissou
- Nicole Bouteau
- Virginie Bruant
- Michel Buillard
- Henri Flohr
- Joëlle Frébault
- Édouard Fritch (candidat à sa succession à la présidence de la Polynésie)
- Jacquie Graffe
- Benoît Kautai
- Nuihau Laurey (sénateur)
- Marcelin Lisan
- Béatrix Lucas
- Teina Maraeura
- Thomas Moutame
- Juliette Matehau-Nuupure
- Sylvana Puhetini
- Frédéric Riveta
- Teva Rohfritsch
- Isabelle Sachet
- Nicole Sanquer (députée)
- Philip Schyle
- Puta'i Taae
- Romilda Tahiata
- Louisa Tahuhuterani
- Teura Tarahu-Atuahiva
- Teapehu Teahe
- Joséphine Teakarotu
- Tepuaraurii Teriitahi présidente du groupe
- Tapeta Tetopata
- Lana Tetuanui (sénatrice)
- Félix Tokoragi
- Gaston Tong Sang, président de l'Assemblée
- John Toromona
- Ronald Tumahai
- Augustine Tuuhia
- Bernard Natua
- Angelo Frébault

Tahoeraa huiraatira (opposition autonomiste), 9 élus :
- Yseult Butcher-Ferry
- James Heaux
- Teura Iriti, présidente du groupe
- Vaitea Le Gayic
- Vaiata Perry-Friedman
- Geffry Salmon
- Fernand Tahiata
- Étienne Tehaamoana
- Sylviane Terooatea

Tavini huiraatira (opposition indépendantiste), 8 élus :
- Teumere Atger-Hoi
- Moetai Brotherson (député)
- Valentina Cross
- Minarii Chantal Galenon
- Antony Géros, président du groupe
- Oscar Temaru
- Eliane Tevahitua
- Richard Tuheiava

### Majorités et présidence de 2023
|  | Législature | Élections                                     | Composition | Présidence de l’Assemblée |
|  | ----------- | --------------------------------------------- | ----------- | ------------------------- |
|  | Ire         | Élections territoriales polynésiennes de 2018 |             | Gaston Tong Sang          |
|  | IIe         | Élections territoriales polynésiennes de 2023 |             | Antony Géros              |

### La présidence
Le 29 février 2008, Oscar Temaru est élu président de l'assemblée de la Polynésie française - Te Fare âpooraa rahi o te Fenua Māòhi, avec 28 voix contre 27 pour le candidat de To tatou ai'a Hirohiti Tefaarere, et deux bulletins blancs. Il a bénéficié d'une coalition entre UPLD et Tahoera'a.
Étant élu président de la Polynésie française le 11 février 2009, Oscar Temaru quitte le perchoir de l'assemblée polynésienne. Son successeur est élu le 12 février : il s'agit d'Édouard Fritch, du Tahoeraa huiraatira, par 38 voix sur 57, contre 16 bulletins blancs, deux bulletins nuls et un absent. Il est à son tour remplacé, le 9 avril 2009, après la rupture entre le Tahoeraa huiraatira et l'UPLD et le rapprochement de ce dernier avec To tatou ai'a, par Philip Schyle (To tatou ai'a-Fetia Api) qui obtient une large majorité de 40 voix contre 14 à Édouard Fritch et 2 bulletins blancs.
Après la dissidence de Philip Schyle du To tatou ai'a et les divisions du camp autonomiste, Oscar Temaru retrouve le « perchoir » le 9 avril 2010 en étant élu au 3e tour de scrutin par 30 voix contre 20 à Jean-Christophe Bouissou. En réaction, le président du gouvernement, Gaston Tong Sang, a demandé au président de la République Nicolas Sarkozy de dissoudre l'assemblée de la Polynésie française. Après le vote d'une nouvelle motion de censure faisant chuter le gouvernement Tong Sang le 1er avril 2011, et le retour d'Oscar Temaru à cette occasion à la présidence de la Polynésie française, Jacqui Drollet est élu pour le remplacer à la présidence de l'assemblée, le 14 avril suivant.
À la suite des élections territoriales d'avril-mai 2013, Édouard Fritch revient à la présidence de l'Assemblée le 16 mai 2013, au 1er tour avec 38 voix (la totalité de celles du Tahoeraa huiraatira) contre 10 à Chantal Galenon de l'UPLD, 1 absent et 8 non exprimés (ceux de A Ti'a Porinetia).
Porté à la présidence de la Polynésie française le 12 septembre 2014, Édouard Fritch abandonne donc alors la direction de l'assemblée. Il est remplacé le 15 septembre 2014 par Marcel Tuihani, élu avec les 38 voix du Tahoeraa huiraatira, contre 11 à l'UPLD Antony Géros, les 8 de A Ti'a Porinetia ne s'exprimant pas.
Auparavant élu pour un an, le président de l'assemblée de Polynésie française est élu pour cinq ans (une mandature). Le bureau de l'assemblée de Polynésie française est élu pour un an (renouvelable chaque année) à la proportionnelle des groupes politiques représentés dans l'hémicycle.